# Degradacja społeczna
Degradacja społeczna – utrata przez jednostkę lub grupę społeczną pozycji w hierarchii stratyfikacji społecznej.
Występuje najczęściej na skutek złamania jakichś norm społecznych (np. przestępstwo) lub zdarzeń o nieprzewidywalnym charakterze (np. bankructwo). Degradacja społeczna dokonuje się zazwyczaj w obrębie hierarchicznej struktury władzy, wiąże się zwykle z przejściem od klasy wyższej do klasy niższej i jest przeciwieństwem awansu społecznego. Synonimem degradacji społecznej jest deklasacja.